# New Star
«Нью Стар» (кит. 新星, англ. New Star, «Новая звезда») — китайское торговое судно, потопленное в Японском море артиллерийским огнем с российского пограничного корабля 15 февраля 2009 года. Погибли 8 членов экипажа.
Судно «Нью Стар» ходило под флагом Сьерра-Леоне, имело порт приписки Фритаун, принадлежало шанхайской судоходной компании «Джей Рай Лаки Шипинг» (англ. J-Rui Lucky Shipping) и находилось в оперативном управлении гонконгской компании «Цзижуйсян».

## Предыстория гибели судна
29 января 2009 года судно «Нью Стар» прибыло в порт Находка с грузом 4,5 тысячи тонн таиландского риса. По окончании разгрузки было обнаружено, что 400 тонн риса испорчены морской водой. Грузополучатель ООО «Продпрограмма-Импульс» 8 февраля 2009 года подал заявление в суд с требованием наложить арест на судно. 10 февраля Арбитражный суд Приморского края в удовлетворении иска отказал. Последовало повторное заявление грузополучателя, и 13 февраля суд отказал в наложении на судно ареста вторично.
В течение этого времени судно находилось в простое в порту Находка. Портовая администрация отказывала «Нью Стар» в разрешении на выход в море, без указания причины. 12 февраля судовладелец отдал распоряжение капитану «Нью Стар» Навзиру Ади покинуть порт. Вечером того же дня «Нью Стар» покинул порт Находка, не получив разрешения администрации порта.

## Потопление
На перехват «Нью Стар» были направлены патрульное судно «Маньчжур» и пограничный сторожевой корабль «Приморье» пограничной службы РФ. Корабли настигли «Нью Стар» в 50 милях от берега, за пределами 12-мильной зоны территориальных вод России.
ПСКР «Приморье» совершил 515 выстрелов по «Нью Стар», в том числе причинив пробоины ниже ватерлинии, повредив кормовые надстройки и разрушив находившиеся на корме спасательные шлюпки.
«Нью Стар» подал сигнал бедствия. В ответ на сигнал бедствия к месту крушения направился спасательный буксир «Лазурит», однако он сумел прибыть к месту событий лишь спустя 8 часов.
Экипаж «Нью Стар» покинул тонущее судно на двух надувных плотах. Экипаж провёл в море на плотах около одного часа при температуре воды +4…+6 °C, температуре воздуха −5…-8 °C. Затем один из плотов был поднят на борт «Маньчжура». Второй плот при попытке его поднять перевернулся, находившиеся на нём люди упали в море и не были спасены.
Одно из тел было впоследствии обнаружено береговой охраной Японии.

### Юридический статус «Нью Стар» в зоне крушения
- Пограничная служба имеет право применять оружие только «в пределах приграничной территории» — 12-мильной зоны территориальных вод.[источник не указан 5009 дней] «Нью Стар» в момент обстрела находился в 50 милях от берега[3].
- Статья 225-я Конвенции ООН 1982 года по морскому праву предусматривает, что при осуществлении в отношении иностранных судов своих полномочий государства не должны ставить под угрозу безопасность судоходства, подвергать судно какому-либо риску, или отводить его в небезопасные порты или на небезопасные якорные стоянки, или подвергать морскую среду чрезмерному риску[5].

### Первоначальная информация об инциденте
- В первоначальном официальном сообщении пограничной пресс-службы об инциденте сообщалось как о проведении спасательной операции[3][6]: «Два пограничных корабля вышли в бушующее море для спасения терпящего бедствие сухогруза… Судно терпит бедствие в 50 милях от Находки…Имеет крен 30 градусов… На помощь ему поспешили 2 пограничных корабля…».
- 17 февраля 2009 года на сайте Youtube была опубликована видеозапись обстрела судна «Нью Стар» пограничными кораблями, что привело к изменению позиции официальных властей.

### Версия МИД РФ
Официальную версию событий 21 февраля 2009 года огласил представитель МИД А. А. Нестеренко:
«Поздно вечером 12 февраля сухогруз New Star, не пройдя таможенного и пограничного оформления, без получения соответствующего разрешения властей самовольно вышел от места стоянки в заливе Находка в сторону государственной границы.
С 3.41 до 10.10 час. 13 февраля российские пограничные корабли подавали на судно New Star принятые в международной практике сигналы об остановке и о возможном применении против него оружия.
Судно-нарушитель на предупредительную стрельбу не реагировало, продолжая следовать курсом на выход из исключительной экономической зоны Российской Федерации. В этой ситуации в 10.51 час. пограничный корабль вынужден был произвести стрельбу на поражение по носовой части сухогруза. В 16.15 пограничный корабль был вынужден снова произвести стрельбу на поражение по винторулевой группе судна-нарушителя. Даже после этого New Star продолжало попытки уйти и было остановлено только около 18.00.
Осмотровую группу из-за плохих погодных условий высадить на борт сухогруза было невозможно. В 7.55 капитан New Star подал сигнал бедствия и решил эвакуировать экипаж.
В 8.50 экипаж покинул судно New Star с использованием спасательных плотов.
К 9.40 15 февраля пограничный корабль поднял на борт 8 человек с закрытого спасательного плота.

Объективные обстоятельства указывают на то, что данный инцидент вызван действиями капитана судна New Star, который должен нести всю вину за происшедшее»
.

## Последствия потопления
- Из 16 членов экипажа 8 человек погибли.
- Капитан «Нью Стар» Навзир Ади, гражданин Индонезии, был осуждён на отбывание 3 месяцев в колонии-поселении по статье 322 (часть 1) Уголовного кодекса Российской Федерации за незаконное пересечение границы[8][9].
- Судовладелец обвинил российских пограничников в том, что они безучастно наблюдали как тонут люди и не помогли им.
- 18 февраля в 8:45 утра в Пекине 32 родственника погибших китайских моряков собрались у входа в посольство России в КНР и обратились к российской стороне с требованием компенсации за аварию[3].
- В части действий сотрудников пограничной службы военная прокуратура провела проверку, не выявив нарушений[10].
- Восемь российских пограничников за задержание судна «Нью Стар» указом президента РФ были награждены орденами и медалями[11][12].